# Grigore Costescu
Grigore Costescu (ur. 11 kwietnia 1934 w Bukareszcie, zm. 19 maja 2008) – rumuński koszykarz, reprezentant kraju na igrzyskach olimpijskich w 1952 w Helsinkach. Na igrzyskach olimpijskich zagrał tylko w meczu z Włochami.